# Секст Фурний Публиан
Секст Фурний Публиан (на гръцки: Σέξτου Φουρνίου Πουβλιανοῦ; на латински: Sextus Furnius Publianus) е римски управител на провинция Тракия (legatus Augusti pro praetore Thraciae) по времето на август Филип I Араб и августа Отацилия Севера през 244 – 245 г. Произлиза от знатния римски род Фурнии.
През пролетта на 244 г. организира посрещането на новите августи Филип I Араб и Отацилия в Тракия при връщането им от Персия към Рим по диагоналния път. От това посрещане са запазени осем милиарни колони с неговото име – две на управата на Августа Траяна при с. Бял Извор и с. Троян, три на управата на Сердика при с. Алдомировци и гр. Драгоман, две на управата на Филипопол от града и от пътна станция Парамболе (дн. с. Белозем) и една на управата на Пауталия от пътна станция Баланстра (дн. с. Калотина).
През следващата 245 г. започва нашествение на карпи в съседната провинция Долна Мизия. Това налага пристигането на Филип I Араб в Тракия, откъдето организира военните действия, вероятно с участието на Публиан, до лятото на 246 г. От тези период е пътната колона от с. Вакарел на сердикийската управа с името и на Филип II като цезар, което я датира след зимата на 244 г. Според някои сведения база на императора за водене на военните действия е Филипопол (дн. Пловдив). Нашествениците са изтласкани оттатък Дунава, а Филип I Араб приема титлата Carpicus Maximus.